# Christian Chukwu
Christian Chukwu   (4 de gener de 1951 - 12 d'abril de 2025) va ser un futbolista nigerià de la dècada de 1970. Fou internacional amb la selecció de futbol de Nigèria. Pel que fa a clubs, destacà a Enugu Rangers. Un cop retirat fou entrenador, essent seleccionador de Nigèria:
- 1998  Kenya
- 2002-2005  Nigèria
- 2008-2009 Enugu Rangers FC
- 2010-2011 Heartland FC
- 2011-2012 Heartland FC (assistent)
- 2017-? Enugu Rangers FC (president)